# Негославци
Негославци су насељено место и општина у западном делу Срема, у источном делу Вуковарско-сремске жупаније, Република Хрватска. Општина Негославци се састоји само од једног насеља. Према прелиминарним подацима са последњег пописа 2021. године у Негославцима је живело 983 становника.

## Историја
Место је 1885. године било у Ердевичком изборном срезу са својих 1065 душа.

## Становништво

### Попис 2021.
Према подацима са последњег пописа 2021. године у општини је живело 983 становника.
| Попис 2021.‍ | Попис 2021.‍ | Попис 2021.‍ | Попис 2021.‍ | Попис 2021.‍ |
| ----------- | ----------- | ----------- | ----------- | ----------- |
|             |             |             |             |             |
| Срби        | Срби        |             | 952         | 96,85%      |
| Хрвати      | Хрвати      |             | 19          | 1,93%       |
| остали      | остали      |             | 12          | 1,22%       |
| укупно: 983 |             |             |             |             |

### Попис 2011.
На попису становништва 2011. године, насељено место Негославци је имало 1.463 становника, следећег националног састава:
| Попис 2011.‍   | Попис 2011.‍ | Попис 2011.‍ | Попис 2011.‍ | Попис 2011.‍ |
| ------------- | ----------- | ----------- | ----------- | ----------- |
|               |             |             |             |             |
| Срби          | Срби        |             | 1.417       | 96,86%      |
| Хрвати        | Хрвати      |             | 26          | 1,78%       |
| остали        | остали      |             | 20          | 1,36%       |
| укупно: 1.463 |             |             |             |             |

### Попис 1991.
На попису становништва 1991. године, насељено место Негославци је имало 1.682 становника, следећег националног састава:
| Попис 1991.‍   | Попис 1991.‍  | Попис 1991.‍ | Попис 1991.‍ | Попис 1991.‍ |
| ------------- | ------------ | ----------- | ----------- | ----------- |
|               |              |             |             |             |
| Срби          | Срби         |             | 1.594       | 94,76%      |
| Југословени   | Југословени  |             | 35          | 2,08%       |
| Хрвати        | Хрвати       |             | 25          | 1,48%       |
| Русини        | Русини       |             | 4           | 0,23%       |
| Украјинци     | Украјинци    |             | 4           | 0,23%       |
| Муслимани     | Муслимани    |             | 2           | 0,11%       |
| Мађари        | Мађари       |             | 1           | 0,05%       |
| неопредељени  | неопредељени |             | 13          | 0,77%       |
| непознато     | непознато    |             | 4           | 0,23%       |
| укупно: 1.682 |              |             |             |             |

## Спорт
- Фудбалски клуб Негославци